# 立川生志
立川 生志（たてかわ しょうし、1963年12月16日 - ）は福岡県筑紫野市出身の落語家。落語立川流所属。本名∶赤木 進。出囃子∶『あじゃら』。

## 経歴
筑紫中央高校、福岡大学人文学部卒業。INAX（現在のLIXIL）にて営業マンを経て七代目立川談志へ1988年7月に入門し「笑志」と命名される。
1997年2月、二ツ目昇進。
2008年4月、真打昇進「生志」に改名。2009年春に後腹膜腫瘍で入院。同年8月復帰。

## 人物
血液型はB型。神奈川県横浜市居住。

### 笑点Jr.メンバーとして
若手大喜利が笑点の番組前半に行われていたころから出演している最古参のひとり、立川流唯一のメンバーであった。
BS笑点時代は連続出演が少なく、次回の出場権を1・2週で剥奪されることが多かった。2005年4月2日の放送では大喜利の終盤で足袋を忘れていたことが発覚し、ペナルティで座布団を全て没収され、次回の出場権を剥奪されたことがある。
当時は「立川流・苦節の二ツ目」を標榜。「簡単に真打ちになった」ことを自慢するキャラクターの2代目林家木久蔵と小競り合いを演じることが多かった。実際には木久蔵とは仲が良く、二人会を開催したり、ホール落語などでたびたび共演している。
生志降板後は、立川流代表として立川晴の輔（志の輔門下）が出演した。2022年9月11日に三遊亭円楽休演中の代打回答者として「大喜利」に出演する。

## 芸歴
- 1988年7月 - 七代目立川談志に入門、「笑志」となる。
- 1997年2月 - 二ツ目昇進。
- 2008年4月 - 真打昇進、「生志」に改名。

## 弟子

### 二ツ目
- 立川生九郎

## 受賞歴
- 1994年∶にっかん飛切落語会努力賞
- 1995年∶にっかん飛切落語会若手落語家奨励賞
- 1996年∶にっかん飛切落語会若手落語家奨励賞
- 1999年∶にっかん飛切落語会若手落語家奨励
- 2001年∶にっかん飛切落語会若手落語家奨励賞
- 2002年
  - NHK新人演芸大賞審査員特別賞
  - 彩の国落語大賞殊勲賞
  - にっかん飛切落語会優秀賞
- 2003年
  - 彩の国落語大賞技能賞
  - にっかん飛切落語会優秀賞
- 2009年
  - 彩の国落語大賞
  - 横浜文化賞文化・芸術奨励賞

## 主な出演番組
テレビ番組
- 爆笑オンエアバトル（NHK）戦績0勝5敗 最高281KB

落語家として出場した中で最も出場回数が多かったが、5敗中4回が100KB台と苦戦していた。
- BS笑点（BS日テレ） → 笑点Jr.（日テレプラス）大喜利に出演中。
- ぶらり途中下車の旅（日本テレビ系）
- 味わいぶらり旅（RKB毎日放送） 1回目は立川志の輔、2回目は春風亭昇太とともに出演。
- 落語者（テレビ朝日）
- とことん紀行（BS11）
- サンデーウォッチ（RKB毎日放送）
- めんたいワイド（福岡放送）

ラジオ番組
- 立川生志の世の中こげん面白かばい!（RKBラジオ、2014年4月5日 - 2021年3月27日）
- 立川生志 金曜日のインサイト → 立川生志 金サイト（RKBラジオ、2021年4月2日 - ）
- 小痴楽の楽屋ぞめき（NHKラジオ第一、2024年2月18日）- 大御所ゲスト

## 著書
- ひとりブタ―談志と生きた二十五年（2013年、河出書房新社） ISBN 9784309274560
- 立川生志のニュース落語（2022年6月、梓書院） ISBN 978-4870357419
- 立川生志のニュース落語２（2023年6月、梓書院）  ISBN 978-4870357747